# Anisocronia
L'anisocronia è una tecnica utilizzata in letteratura e consiste nella diversa distribuzione del tempo nel racconto. Il processo inverso si chiama isocronia.
L'anisocronia è un processo che modifica il ritmo e la velocità della narrazione e che regola la relazione fra il tempo storia narrata (intesa in termine di durata: minuti, ore, giorni) e l'estensione del testo (inteso come numero di pagine). Per esempio in un racconto il narratore potrebbe voler dare molto spazio in numero di pagine ad un evento che copre un lasso di tempo di pochi giorni e poche righe ad eventi che ricoprono in durata degli anni. 
Questa tecnica è usata per evidenziare la differenza di percezione fra tempo effettivo e tempo proprio.
Le anisocronie potrebbero definirsi effetti di ritmo. Si possono trovare in un testo tre tipi di anisocronie:
- Il sommario, dove il tempo della storia è maggiore del tempo del discorso;
- La scena, in cui il tempo della storia coincide col tempo del discorso;
- L'analisi, nella quale il tempo della storia è inferiore al tempo del discorso.

Dall'alternanza di questi 3 effetti, si riesce a modulare il ritmo del racconto, rallentandolo, ravvivandolo, o bloccandolo.